# Đại học Washington
Viện Đại học Washington hoặc Đại học Washington (thường được gọi tắt là UW, Washington, hoặc U-Dub) là một viện đại học nghiên cứu công lập tại Seattle, tiểu bang Washington.
Thành lập năm 1861, Washington là một trong những viện đại học lâu đời và lớn nhất ở bờ Tây Hoa Kỳ. Nó được thành lập lần đầu tiên ở trung tâm thành phố Seattle một thập kỷ sau khi thành phố được thành lập nhằm hỗ trợ sự phát triển kinh tế của Seattle. Ngày nay, khuôn viên chính của trường nằm tại Seattle rộng đến 703 mẫu Anh, tọa lạc trên Montlake Cut thuộc khu vực Puget Sound của vùng đô thị Pacific Northwest. Trường cũng đã được mở rộng thêm hai cơ sở khác ở Tacoma và Bothell. Nhìn chung, UW bao gồm hơn 500 tòa nhà trải dài hơn 185 hecta và bao gồm một trong những hệ thống thư viện lớn nhất thế giới với hơn 26 thư viện đại học, cũng như Tháp UW, các giảng đường, trung tâm nghệ thuật, bảo tàng, phòng thí nghiệm, sân vận động và trung tâm hội nghị. Đại học Washington cấp bằng cử nhân, thạc sĩ và tiến sĩ thông qua 140 phòng ban ở các trường cao đẳng và trường khác nhau. Mỗi năm có khoảng 46.000 sinh viên ghi danh tại trường. Trường hoạt động trên một hệ thống tính theo từng quý.
Washington là viện đại học tốt thứ 6 trên thế giới theo US News & World Report. Trường cũng được ARWU xếp thứ 17 thế giới về chất lượng giảng dạy và đào tạo. Vào năm 2023, Times Higher Education (THE) đã xếp Washington là đại học tốt thứ 26 thế giới và hạng 24 về độ nổi tiếng trên thế giới. Viện đại học Washington là một thành viên của Hiệp hội Viện Đại học Bắc Mỹ và "Public Ivy" từ năm 2001. Trường đã được Quỹ Carnegie phân loại vào nhóm R1 (hoạt động nghiên cứu rất cao).  Trong năm tài chính 2015, UW đã nhận được khoản tài trợ nghiên cứu gần 1,2 tỷ đô la, lớn thứ 3 trong số tất cả các trường đại học ở Hoa Kỳ. Là cơ sở nghiên cứu hàng đầu của sáu trường đại học công lập ở tiểu bang Washington, trường được biết đến với các nghiên cứu về y khoa, khoa học máy tính và các chương trình kỹ thuật máy tính có tính cạnh tranh cao. Ngoài ra, Đại học Washington vẫn tiếp tục được hưởng lợi từ những mối quan hệ lịch sử sâu sắc và những hợp tác lớn với nhiều công ty khổng lồ trong khu vực như Microsoft, Amazon, Boeing, Nintendo. 22 đội thể thao của đội này cũng có tính cạnh tranh cao, cạnh tranh với tư cách là Huskies trong Hội nghị Pac-12 của giải NCAA, đại diện cho Hoa Kỳ tại Thế vận hội.
Đại học có liên kết với nhiều cựu sinh viên và giảng viên nổi tiếng, bao gồm nhiều người đoạt giải Nobel, giải Pulitzer, học giả Fulbright, học giả Rhodes, học giả Marshall, và nhiều thành viên của các viện nghiên cứu nổi tiếng.